# Sousouri
Le Sousouri (chauve-souris en français) est un personnage typique du carnaval guyanais.
Ce personnage représente une chauve-souris. Il représente la souffrance et est vêtu de couleurs très vives, noir et rouge. Il défile dans les rues des communes de Guyane, pendant la période du carnaval. La chauve-souris est un symbole emblématique de l'une des communautés de peuples autochtones de Guyane "les Indiens Yaguas en haute Amazonie".

## Perception
Sousouri a un aspect démoniaque en Europe mais sa représentation carnavalesque est diverse. Le concept carnavalesque guyanais est l'expression de la diversité des peuples. Environ 102 et 110 espèces de chauves-souris sont identifiées selon les recensements effectués sur le territoire de Guyane. 
Le costume pourrait être un symbole de la résistance de l'esclavage. Cette perception est commune en Guyane et dans les Caraïbes.   
Sousouri est à la fois le symbole de souffrance de la déterritorialisation et une reterritorialisation opérée dans la douleur. Ainsi, ce personnage face à l'acculturation reflète l'idéologie coloniale de l'homme blanc.   
En Afrique, ce personnage prend une autre appellation.  
Le mot sousouri appartient au lexique du créole guyanais, adopté par tous les acteurs et spectateurs du carnaval.